# Вицекраљевство
Вицекраљевство (шп. Virreinato) била је локална, политичка, друштвена и административна институција, коју је створила Шпанска монархија у 15. вијеку, за владање њеним прекоокеанским територијама.
Управу над огромним територијама Шпанске империје вршили су вицекраљеви, који су били гувернери области, која се сматрала не колонијом него покрајином царства, са истим правима као и било која покрајина на Полуострвској Шпанији.
У оквиру Португалске имеприје, термин „Вицекраљевство Бразил” се повремено користио за означавање колонијалне Државе Бразил, у историјском периоду током ког су њени гувернери имали титулу „вицекраља”.

## Шпанија
Шпанске Америке су имале четити вицекраљевства:
- Вицекраљевство Рио де ла Плата
- Вицекраљевство Нова Гранада
- Вицекраљевство Нова Шпанија
- Вицекраљевство Перу